# Rugosuchus
Rugosuchus (betekent 'ongelijke of gerimpelde krokodil', in verwijzing naar textuur op de bovenkaaksbeenderen) is een geslacht van uitgestorven neosuchide Crocodyliformes uit het late Vroeg-Krijt van China. Het is bekend van het grootste deel van een schedel, een gedeeltelijk postcraniaal skelet en een tweede gedeeltelijk skelet inclusief een deel van de heupen. Het werd beschreven door Wu Xiao-Chun en collega's in 2001, met Rugosuchus nonganensis als typesoort. Op het moment van de beschrijving was het de meest complete krokodilachtige uit het noordoosten van China, en pas de tweede die bekend was.

## Beschrijving en geschiedenis
Rugosuchus is gebaseerd op IGV 33, het grootste deel van een schedel. Wu et alii wezen  twee andere exemplaren toe aan dit geslacht: IGV 31, een groot deel van een skelet zonder schedel en de meeste ledematen; en IGV 32, drie wervels, een gedeeltelijk bekken en een fragment van het dijbeen. Deze drie exemplaren waren in 1958 verzameld door de Petroleum Geological Survey van het Song-Liao-bekken en bleven jarenlang onbestudeerd. De plaats ligt in de buurt van Fulongquan, Nong'an County, Jilin, in het Song-Liao-bekken. De formatie is niet met zekerheid bekend, maar is waarschijnlijk de Nenjiang-formatie. De leeftijd van de Nenjiang-formatie is omstreden, maar vanaf de beschrijving van Rugosuchus werd gedacht dat het uit het late Vroeg-Krijt was, gebaseerd op fossielen van ostracoden, tweekleppigen en vissen.
Schedel IGV 33 zou afkomstig zijn van een volwassen individu, gebaseerd op de fusie van botten. Het is enigszins langwerpig, ongeveer achtentwintig centimeter lang, maar slechts naar schatting dertien centimeter op zijn breedst. De maxillae, de belangrijkste tanddragende botten van de bovenkaak, hadden ongebruikelijke langwerpige verlagingen aan hun zijkanten, negen of tien per bovenkaak. Andere schedelbeenderen hadden sterk getextureerde oppervlakken, zoals te zien is bij andere krokodilachtigen. De premaxillae aan het uiteinde van de snuit hadden elk vijf tanden en de maxillae zestien of zeventien, met grote tussenruimte; omdat de kaken gesloten zijn, kunnen de tanden van de onderkaak niet worden waargenomen.

## Fylogenie
Wu et al. merkte op dat hun nieuwe geslacht geen eusuchiër was vanwege de vorm van de botten van het verhemelte, maar waarschijnlijk nauwer verwant was aan de eusuchiërs dan andere uitgestorven krokodilachtigen zoals Goniopholis door meer dan twee rijen benige pantser over de hele lengte te hebben, en door de vorm van het pantser. Ze interpreteerden Rugosuchus als vergelijkbaar met Bernissartia, Shamosuchus en de niet nader genoemde 'Glen Rose Form', maar niet als afgeleid. Echter, een meer recente fylogenetische analyse door Turner en Buckley (2008) plaatst het met de 'Glen Rose Form' in een clade met Eusuchia, meer afgeleid dan Bernissartia.